# Schloss Hirschberg am Haarsee

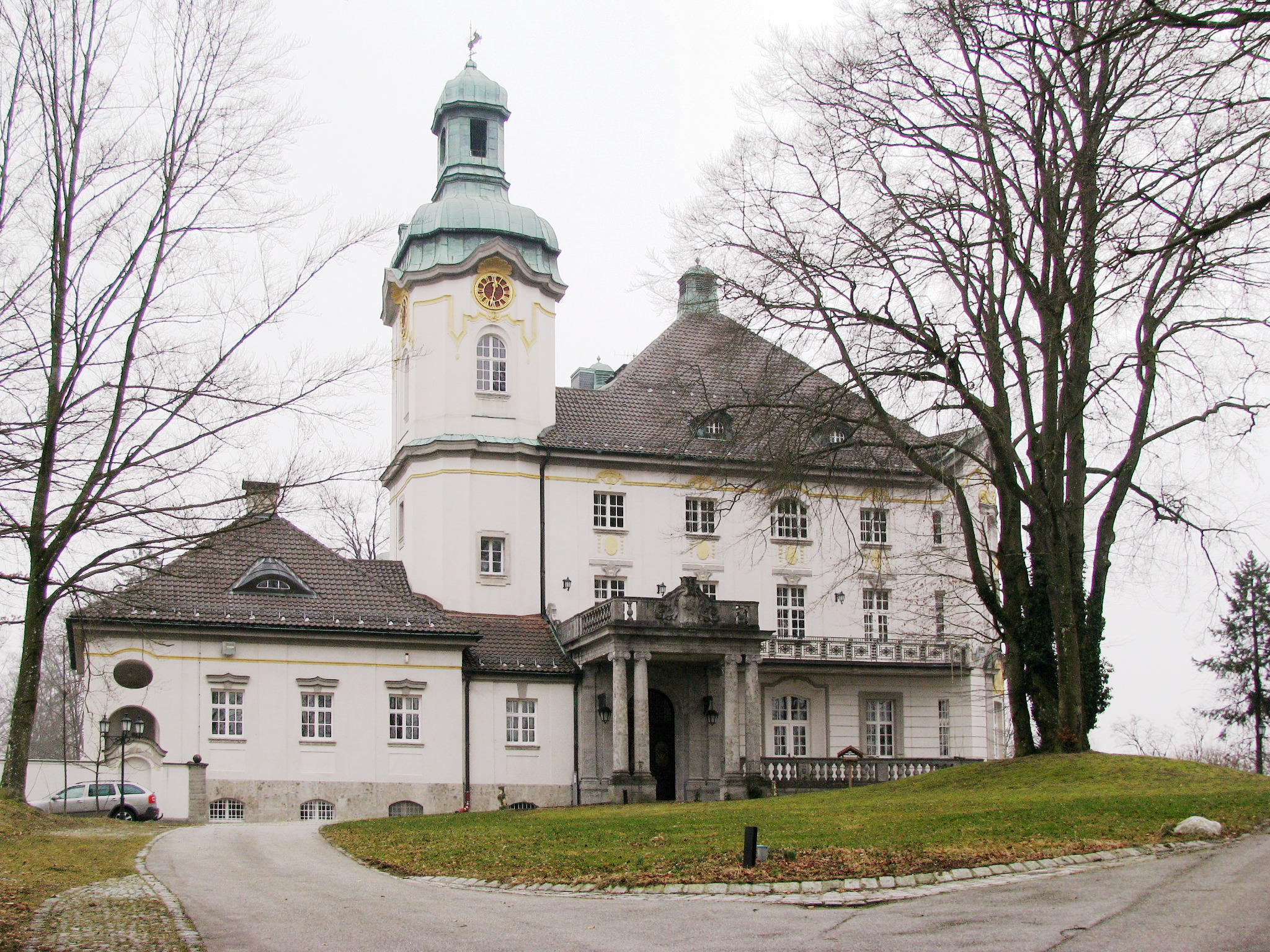
Schloss Hirschberg am Haarsee

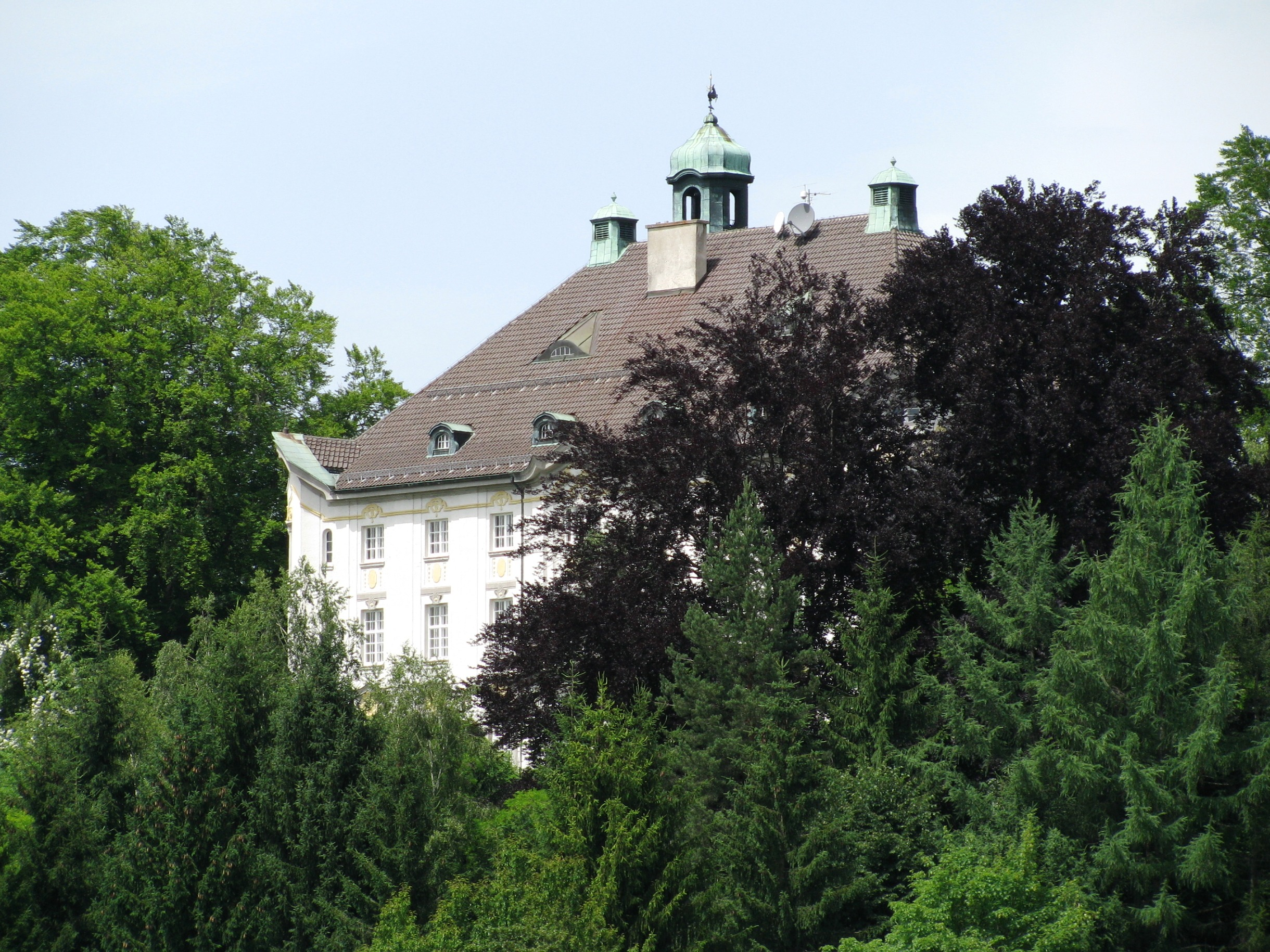
Das Schloss aus südöstlicher Richtung

Das Schloss Hirschberg liegt oberhalb des Haarsees im Gemeindegebiet der Stadt Weilheim in Oberbayern. Das Schloss im „Jugendstilbarock“ wurde von 1907 bis 1909 nach Plänen von Carl Hocheder für die Familie von Hirschberg errichtet. Die Anlage ist unter der Aktennummer D-1-90-157-187 als denkmalgeschütztes Baudenkmal von Hirschberg am Haarsee verzeichnet.

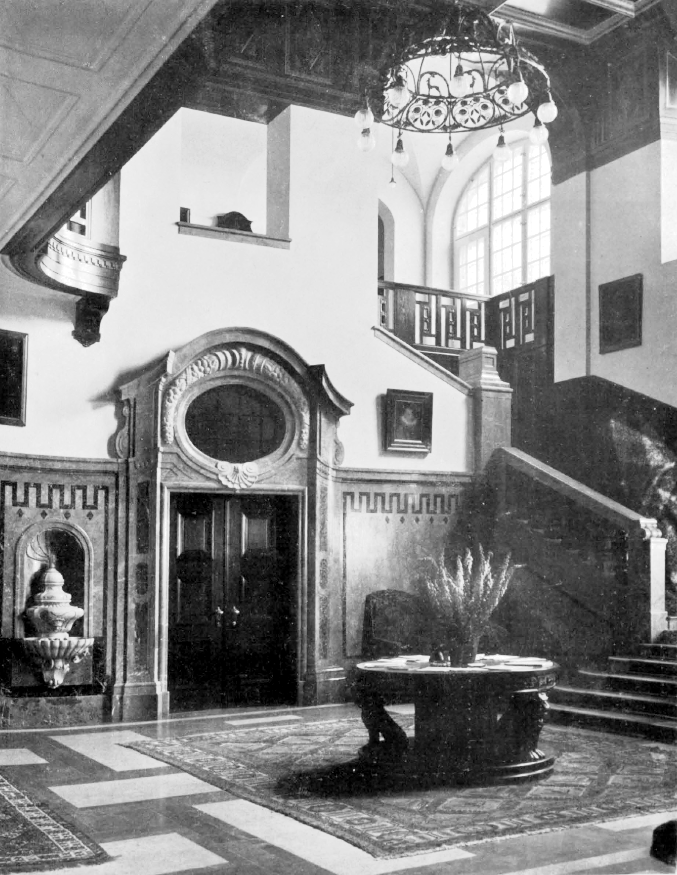
Die repräsentative Diele erstreckt sich über zwei Stockwerke

## Beschreibung
Das Gebäude mit zweieinhalb Geschossen auf rechteckigem Grundriss ist im Stil des Neobarocks mit Elementen des Jugendstils gehalten. Dies zeigt sich insbesondere an der Haube des an einer Gebäudeecke angefügten Turms und den Fassadengestaltungen. Der Baukörper ist grundsätzlich in sieben Achsen auf der Längs- und fünf auf der Schmalseite angelegt, an den drei Ecken ohne Turm befinden sich schräg gestellte Eckrisalite, durch die die grundsätzliche fünfachsige Schmalseite verkürzt wird. Die Eckgestaltung gilt als typisch für die späte Phase des Architekten, die Risalite sind „in lebhafter Bewegung“ hochgezogen und nach zwei Richtungen geschwungen. Zur Bauzeit kontrastierte die helle Putzfassade mit dunkelgrünen Fensterläden. Die etwa nach West ausgerichtete Eingangsseite weist einen weit vorspringenden Portikus aus Tuffstein mit ionischen Säulen und dem Familienwappen der von Hirschbergs auf. Über die volle Breite der Fassade zieht sich ein schmaler Balkon mit aufwändigem schmiedeeisernem Gitter. Auf der Südseite weist das Erdgeschoss einen Standerker auf, der von einem kleinen Altan abgeschlossen wird. Insgesamt sind auf allen Fassaden sieben kleine und größere Terrassen und Balkone vorhanden. Die Traufhöhe des Walmdachs ist am Turm als Gesims fortgeführt. An den Firstecken befinden sich zwei kleine, mit Lamellen verschlossene Laternen. Die Dachflächen werden durch Gauben gegliedert, die teilweise als Fledermausgauben ausgestaltet sind. Zwei Seiten des Turms zeigen Zifferblätter einer Turmuhr. Aus der Laterne des Turms sieht man in die nahen Berge. In dieser Laterne befindet sich eine Glocke samt Schlagwerk, das viertelstündlich mit je einem Schlag mehr (1-4) und zu jeder vollen Stunde mit zusätzlichen Stundenschlägen in Aktion tritt.
Nach Norden zum See schloss sich ursprünglich eine aufwändige Gartenanlage an, die aus mehreren gestuften Terrassen und einer elliptischen Pflanzung mit Springbrunnen bestand. Das Grundstück war ansonsten parkartig gestaltet.

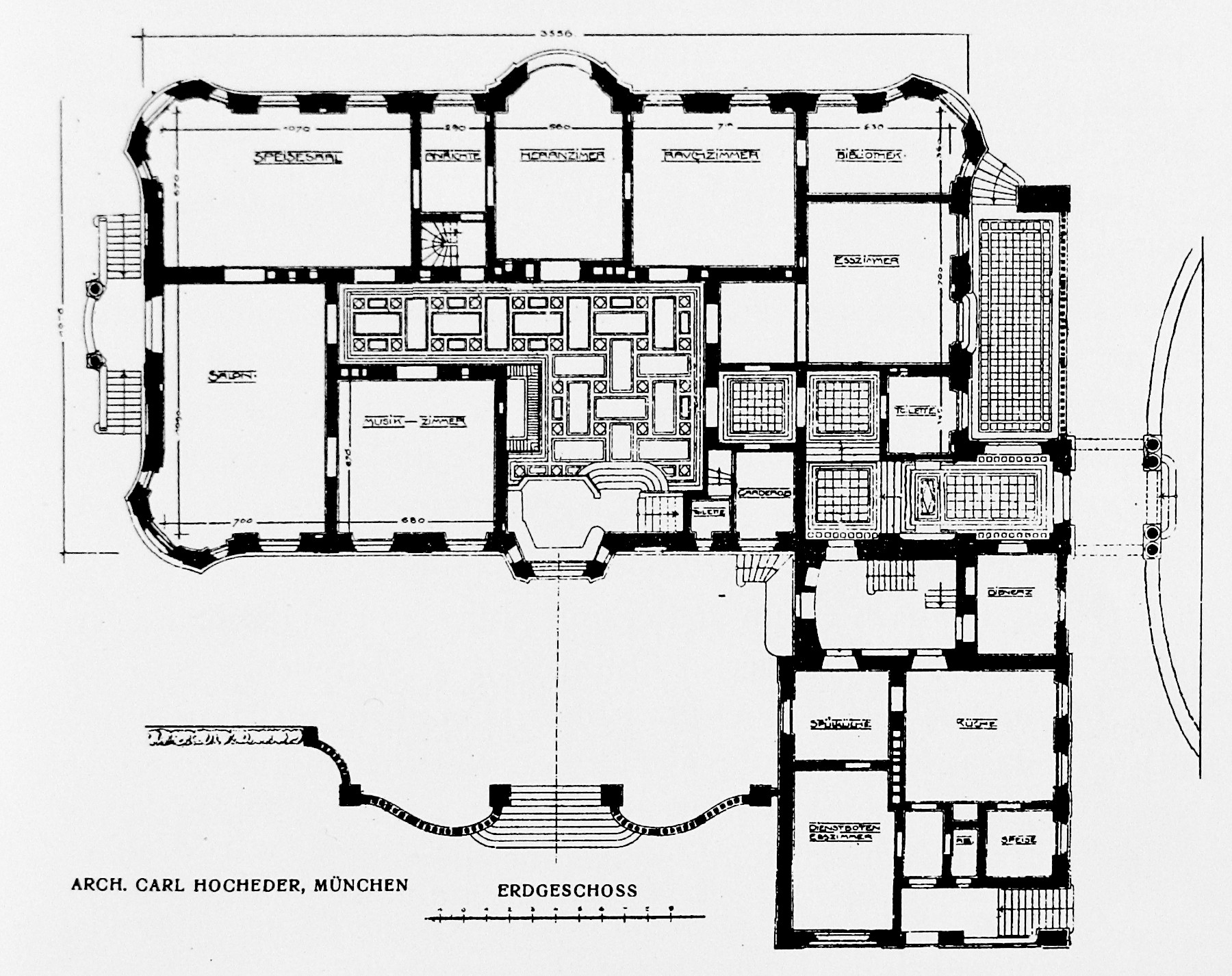
Grundriss

Die Nutzfläche des Gebäudes wird mit 2.670 m² angegeben. Das Erdgeschoss weist eine Wohnfläche von 750 m² auf, es ist in 14 Räume geteilt, darunter die Eingangshalle, eine Bibliothek mit Empore und der große Saal. Das erste Obergeschoss hat 11 Räume auf 560 m²; dabei handelt es sich um Schlaf- und Gästezimmer sowie Sanitärbereiche. Im zweiten Obergeschoss liegen 13 Räume auf 590 m². Im Keller befindet sich neben Hauswirtschafts- und Lagerräumen sowie einem Einlieger-Appartement auch eine Wellnessoase.
Zum Schloss gehörte bis 2012 der Haarsee mitsamt dem Fischereirecht. Er ist öffentlich zum Baden zugänglich, wobei ein Abschnitt des Uferstreifens im Südosten als privater Badebereich eingezäunt ist. Weiterhin sind ein Park und landwirtschaftliche Flächen Bestandteil des Anwesens. Das ehemals zum Schloss gehörende Stall- und Remisengebäude mit einem Kopfbau als Verwalterwohnhaus ist heute ein selbständiges Grundstück. Es liegt nördlich am Fuß des Schlossbergs nahe dem Seeufer.

## Geschichte
Der Haarsee ist ein Toteisloch im Eberfinger Drumlinfeld. Der Name stammt von Hardt und bedeutet Waldsee. An ihm lag im späten Mittelalter ein Schwaighof, der 1349 fassbar wird, als ihn Herzog Ludwig V. dem Kloster Polling unterstellte. Neben der Landwirtschaft war vor allem die Fischzucht am Haarsee und mehreren im Umfeld angelegten Teichen zur Versorgung des Klosters von Bedeutung. Der Hof diente auch als Zehntscheune, wo abhängige Höfe der Nachbarschaft ihre Naturalsteuern, den Zehnt abliefern mussten. Nach einem Feuer 1526 musste er neu errichtet werden. Weitere Schäden richtete der Dreißigjährige Krieg an, spätestens um 1680 wurde der Hof wieder aufgebaut. 1691 wurde eine Kapelle mit einem Allerheiligen-Altar errichtet, die 1866 abgebrochen wurde. In der zweiten Hälfte des 18. Jahrhunderts wurde die Schwaige Haarsee als vorbildlich für die weitere Umgebung angesehen. Der Hof wurde nach der Säkularisation in Bayern 1803 zusammen mit Gossenhofen und Rothsee zunächst verpachtet, anschließend für 120.000 Gulden verkauft. Zu Haarsee gehörten damals 2½ Tagwerk Felder, 307 Tagwerk Wiesen, 13 Tagwerk Weiher und zwölf einzelnen Waldgrundstücke mit zusammen 137½ Tagwerk.
Die Käufer waren ein Brüderpaar aus dem Schweizer Aargau namens von Mayer. Zur Bewirtschaftung holten sie Landsleute nach Oberbayern, die Aufsehen erregten, da sie reformierter Religion waren. Die von Mayers verkauften die Höfe bereits 1808 wieder an eine Familie von Grunner, die Haarsee an Josef und Franziska Braun verpachtete. Die Brauns kauften 1830 für 30.000 Gulden den bisher gepachteten Hof. Die Familie wohnte in Gossenhofen, Haarsee war die meiste Zeit unbewohnt. 1860 verkaufte Franziska Braun nach dem Tod ihres Mannes und ihres Sohnes die Güter an Karl Matthäus von Vieregg aus dem Geschlecht der Viereggs mit großem Besitz rund um den Starnberger See. Von 1865 bis 1880 war Haarsee verpachtet, ansonsten wurde der Besitz von einem Verwalter bewirtschaftet.

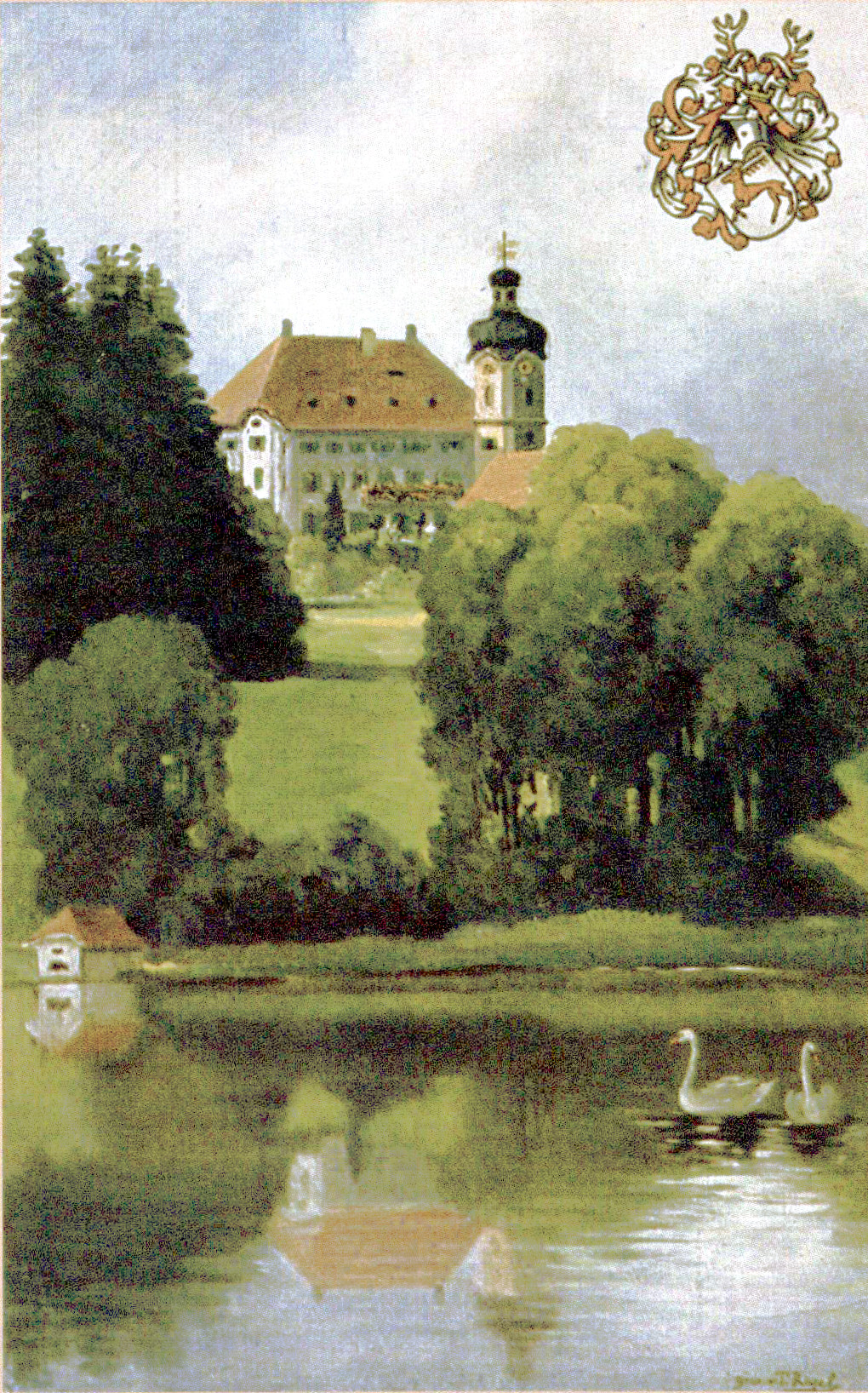
Schloss Hirschberg am Haarsee auf einer Postkarte von 1912 kurz nach der Fertigstellung des Gebäudes

### Familie von Hirschberg
1906 kaufte Karl von Hirschberg, königlicher Kämmerer und Generalmajor, Kommandeur der 4. Königlich Bayerischen Kavallerie-Brigade, die drei Güter in Haarsee, Gossenhofen und Rothsee. Das Geld dazu stammte aus der Mitgift seiner Ehefrau, die aus der Familie Faber stammte. Am 18. August 1907 wurde der Grundstein für ein Schloss auf dem Hügel am Haarsee gelegt, das als Familiensitz des frisch verheirateten Generals vorgesehen war und etwa eine Million Goldmark kostete. Der Bau dauerte zwei Jahre bis Dezember 1909, das Gebäude wurde dabei mit damals modernster Technik ausgestattet. Dazu gehörten eine Zentralheizung mit hinter einer Vertäfelung verdeckten Heizkörpern, ein Personenaufzug und ein Schwimmbad im Keller. 1908 wurde auf Antrag Karl von Hirschbergs der Ortsname Hirschberg am Haarsee offiziell für das Anwesen und seine Grundstücke eingetragen. 1913 wurden Schloss und Grundbesitz in einen Familienfideikommiss eingebracht. 1915 wurde in der ehemaligen Schwaige ein Gasthof eingerichtet, der Tagungslokal vieler örtlicher Vereine wurde.
1923 kam die Familie von Hirschberg unter anderem infolge von Hyperinflation und wertlos gewordenen Kriegsanleihen in wirtschaftliche Schwierigkeiten und konnte das Schloss wegen hoher Unterhaltungskosten nicht mehr selbst bewohnen. Es wurde an die Berliner Bankiersfamilie von Bleichröder vermietet. Vor allem Alwine Maria Emma von Bleichröder, Ehefrau von James von Bleichröder, wohnte darin. 1933 musste sie in das zweite Obergeschoss umziehen; Karl Rudolf von Hirschberg war 1927 gestorben, seine Witwe musste 1929 aus finanziellen Gründen Gossenhofen verkaufen und zog in das Erdgeschoss und den ersten Stock. James von Bleichröder starb 1937, im folgenden Jahr wurde das Bankhaus arisiert, weil ihre Vorfahren Juden waren, auch wenn die Generation um James von Bleichröder zum christlichen Glauben übergetreten war. Seine Witwe Alwine lebte von Zahlungen des New Yorker Zweiges des Bankhauses.

### Staatsbesitz
Während des Zweiten Weltkrieges wurde das abgelegene Schloss 1943 beschlagnahmt und als „Gästehaus des Reichsaußenministeriums“ genutzt. Es bekam den Tarnnamen Waldbichl. Im weiteren Verlauf wurde mit der Familie von Hirschberg ein Verkauf an das „Großdeutsche Reich“ für 1,5 Millionen Reichsmark vereinbart, wobei 1,3 Millionen Mark auf eingetauschte Immobilien entfielen. Der Verkauf wurde allerdings erst nach dem Krieg im Jahr 1953 endgültig rechtswirksam.

#### Gästehaus des Reichsaußenministeriums
Am 19. September 1943 zogen Benito Mussolini, seine Frau Rachele, Romano Mussolini, Anna Maria Mussolini und Filippo Anfuso im Schloss Hirschberg ein. Mussolini war im Unternehmen Eiche aus Gefangenschaft durch Umstürzler befreit worden. Zunächst war er im Prinz-Carl-Palais in München einquartiert, wegen der Bombengefahr wurde eine abgelegene, friedlichere Gegend des Deutschen Reiches gesucht, nach einer kurzen Reise durch das Münchner Umland, in dem er unter anderem Höhenrain und Allmannshausen durchquerte, kam er im Schloss Hirschberg unter, bis er nach Italien zurückkehren konnte. Mussolinis Tochter Edda Ciano, ihr Mann Galeazzo Ciano und Kinder waren in einer Villa in Allmannshausen am Starnberger See untergebracht und beabsichtigten nach Argentinien auszuwandern. Am 23. September 1943 flog Mussolini zurück, seine Familie blieb bis 2. November 1943 im Schloss Hirschberg.
Vom 18. Oktober 1944 bis 1. Mai 1945 wurde der ungarische Reichsverweser Miklós Horthy mit Frau und Schwiegertochter Ilona Edelsheim-Gyulai unter Betreuung von Walter Hellenthal im Schloss Hirschberg gefangen gehalten. Er war am 16. Oktober abgesetzt und in Schutzhaft genommen und aus Ungarn entfernt worden. Zu seiner Bewachung wurden eine Hundertschaft SS sowie 12 Mann der Gestapo abgestellt. Horthy blieb bis zum Kriegsende, ab Januar 1945 wurde auch sein Bruder im Schloss interniert.
Nachdem Weilheim und Marnbach bereits am 29. April von der US-Armee eingenommen wurden, entdeckten die Amerikaner das gut getarnte Schloss Hirschberg erst am 1. Mai 1945. Horthy wurde interniert, seine Familie zog nach Weilheim, wohin er im Dezember entlassen wurde.

#### Ukrainisches Priesterseminar und Spätberufenenschule
Vom 1. Mai 1946 bis 1961 oblag die Gebäudenutzung der US-Regierung. Zunächst nutzte eine Einrichtung der United Nations Relief and Rehabilitation Administration für Displaced Persons das Schloss. Als diese im Laufe des Jahres 1946 teilweise in ihre Heimat zurückkehren konnten oder in andere Staaten, darunter die USA auswanderten, wurde ein Priesterseminar der Ukrainischen Griechisch-katholischen Kirche im Schloss eingerichtet.
Die Priester und Kandidaten waren vor der Roten Armee geflohen. Von Oktober 1946 bis 1948 studierten 72 ukrainische Studenten hier Katholische Theologie. Aus finanziellen Gründen und wegen der beginnenden Abwanderung der Ukrainer siedelte man es in die Niederlande um.
Am 26. April 1948 zog die neu gegründete Spätberufenenschule St. Josef der Oblaten des hl. Franz von Sales in das Gebäude, die bis zum Frühjahr 1960 dort blieb. Die Schule zog nach Kloster Fockenfeld, weil Schloss Hirschberg zu klein war, um die durch steigende Anmeldungen und verlängerte Ausbildungszeit vergrößerte Zahl der Studenten zu beherbergen. Ein Pater blieb als Pfarrer der Pfarrei Marnbach zurück.

#### Bundesnachrichtendienst
Von 1961 bis Juni 2000 nutzte der Bundesnachrichtendienst das Gebäude zur Schulung von Anwärtern für den höheren Dienst. Im Erdgeschoss waren die Schulungs- und Gemeinschaftsräume, das erste Obergeschoss nutzten die Verwaltung und der Leiter der Schule, während im zweiten Stock die Teilnehmer wohnten. Im Dachgeschoss wurde ein Schießstand eingerichtet. Das Schloss wurde unter dem Tarnnamen Wildpark geführt, was aber nur begrenzt nützte, spätestens Mitte der 1970er Jahre hatte das Ministerium für Staatssicherheit das Schloss aufgeklärt und konnte die Telefonate abhören. In den 1970er Jahren wurde das Schloss auch gründlich restauriert. 1984 fand in Schloss Hirschberg ein Treffen der Leiter der befreundeten, westlichen Nachrichtendienste statt, dazu wurde der Spiegelsaal renoviert und eine Kopie eines großen Leuchters mit goldenen Hirschgeweihen für die große Halle angefertigt. Ende der 1990er Jahre wurde der Unterhalt zu aufwändig und die Unterbringung der Teilnehmer in Zimmern ohne eigene Bäder entsprach nicht mehr dem erforderlichen Standard. Die Schule des BND zog 2000 aus dem Schloss aus, das Bundesvermögensamt bot es danach für 3,9 Mio. Euro zum Verkauf an. Verschiedene Nutzungen waren im Gespräch. Ein Käufer fand sich allerdings erst 2004.
Inzwischen war die Landwirtschaft verpachtet und der See öffentlich zugänglich und ein beliebter Badeplatz.

### Privatbesitz
Käufer war ein Unternehmer aus Berg, der plante, es als Reiterhof gehobenen Stils zu nutzen und zehn Appartements für Reitgäste einzurichten. Dafür kaufte er benachbarte landwirtschaftliche Flächen hinzu. Außerdem wurde eine Tiefgarage errichtet und das ehemalige Küchenhaus renoviert und zu einer eigenständigen Wohnung umgebaut. Die Errichtung der für den Reitbetrieb erforderlichen zusätzlichen Gebäude wurde jedoch aus baurechtlichen Gründen vom Landratsamt verweigert. Eine dagegen gerichtete Klage des Unternehmers wurde 2011 abgewiesen. Er erwarb daraufhin das nahe gelegene, bereits landwirtschaftlich genutzte Gut Waitzacker, richtete seinen Reitstall dort ein und bot Schloss Hirschberg zum Verkauf an.
2016 wurden Pläne vorgestellt, aus dem Schloss den Kern eines Hotel & Resorts zu machen. Dazu sollen an den Hang angelehnt terrassenförmige Bauten mit den Hotelzimmern errichtet werden. Die Stadt Weilheim unterstützt das Projekt. Konflikte ergeben sich jedoch aus dem Landesentwicklungsplan des Freistaats Bayern, so dass eine Umsetzung zum Jahresende 2017 ungewiss war. Im Sommer 2018 wurde Schloss Hirschberg schließlich an einen Privatmann weiterverkauft, der es selbst nutzen will. Das Verfahren zur Änderung des Flächennutzungsplans „Sondergebiet für Schlossanlage, Fremdenbeherbergung, Erholung und Freizeitgestaltung“ wurde daraufhin endgültig eingestellt.
Im Zuge der Debatte kaufte die Stadt Weilheim den Haarsee mit 6,4 ha Grund, um ihn der Öffentlichkeit zu sichern.